# Мелісса Мур
Меліса Мур (англ. Melissa Moore; нар. 22 травня 1996, Даллас, Техас, США) — американська порноакторка.

## Життєпис
Має мексиканське коріння. Під час навчання в середній школі в Річардсоні, штат Техас, працювала в театрі з різним обладнанням. Втратила цноту в 16 років. Працювала офіціанткою в ресторані під назвою Bone Daddy's.
Через колишню порноакторку (також з Далласа) і її бойфренда зв'язалася з порноагентом Марком Шпіглером і потрапила в порноіндустрію восени 2015 у віці 19 років в міжрасовій сцені для порностудії Josh Stone Productions.
В кінці жовтня 2016 року разом з Шанель Гарт була обрана для церемонії нагородження XBIZ Award 2017 як Trophy Girl.
У грудні 2017 року була названа порносайтами Cherry Pimps і Girlsway як Cherry of the Month і Girl of the Month відповідно.
Разом з Адрією Рей і Ельзою Джин була наприкінці січня 2018 року нагороджена премією AVN Awards за найкращу лесбійську групову сцену у фільмі Best New Starlets 2017.
За даними сайту IAFD на березень 2018 року, знялася в понад 200 порнофільмах.
Її інтереси представляє агентство талантів Spiegler Girls.

## Нагороди та номінації
| Год  | Награда                    | Результат | Категория | Фильм                    |
| ---- | -------------------------- | --------- | --- | ------------------------ |
| 2016 | AVN Award                  | Номінація | Fan Award: Hottest Newcomer | Н/Д                      |
| 2017 | AVN Award                  | Номінація | Краща нова старлетка | Н/Д                      |
| 2017 | AVN Award                  | Номінація | Краща сцена тріолізму (Д/Д/Х) (разом з Кейраном Лі і Райлі Рід) | Sibling Rivalry 1        |
| 2017 | Spank Bank Award           | Перемога  | Cuckold Connoisseur of the Year | Н/Д                      |
| 2017 | Spank Bank Technical Award | Перемога  | Stealthiest Pervert | Н/Д                      |
| 2017 | Urban X Award              | Номінація | Краща виконавиця | Н/Д                      |
| 2017 | Urban X Award              | Номінація | Orgasmic Oralist | Н/Д                      |
| 2017 | XBIZ Award                 | Номінація | Краща нова старлетка | Н/Д                      |
| 2018 | AVN Award                  | Номінація | Краща акторка | The Voyeur               |
| 2018 | AVN Award                  | Перемога  | Краща лесбійська групова сцена (разом з Адрією Рей і Ельзою Джин) | Best New Starlets 2017   |
| 2018 | AVN Award                  | Номінація | Краща лесбійська групова сцена (разом з Брі Деніелс, Далією Скай, Дарсі Дольче, Каденс Люкс, Кіммі Грейнджер, Крістен Скотт, Сарою Лав, Сереною Блер і Ей Джей Епплгейт) | The Faces of Alice       |
| 2018 | AVN Award                  | Номінація | Краща лесбійська групова сцена (вместе з Джорджією Джонс, Еленой Йенсен, Картер Круз і Ебіґейл Мек)                                                                      | Vampires                 |
| 2018 | AVN Award                  | Номінація | Краща лесбійська сцена (разом з Веронікою Родрігес) | Kristen Scott’s Skip Day |
| 2018 | AVN Award                  | Номінація | Краща оральна сцена (разом з Бредом Хартом, Райаном Маклейном, Філті Річем, Чедом Альвою і Еріком Джоном)                                                                | My First Blowbang!       |
| 2018 | AVN Award                  | Номінація | Краща сцена сексу хлопець/дівчина (разом з Маркусом Дюпрі) | Cuties 10                |
| 2018 | Fleshbot Award             | Номінація | Краща лесбійська сцена (разом з Джорджією Джонс, Джеленою Дженсен, Картер Круз і Ебіґейл Мек)                                                                            | Vampires Part 1          |
| 2018 | Spank Bank Award           | Перемога  | Threesome Savant of the Year | Н/Д                      |
| 2018 | Spank Bank Technical Award | Перемога  | Most Organized Vixen | Н/Д                      |
| 2018 | XCritic Award              | Номінація | Краща лесбійська сцена (разом з Дженною Сатівою і Джиною Валентиною) | Body Snatched            |
| 2019 | AVN Award                  | Номінація | Краща лесбійська групова сцена (разом з Сереною Блер і Шайлою Дженнінгс)                                                                                                 | The Breast Doctor Around |
| 2019 | AVN Award                  | Номінація | Краща сцена групового сексу (разом з Джилл Кессіді, Жаном Валь Жаном і Райлі Рід)                                                                                        | New Year’s Kiss          |
| 2019 | Fleshbot Award             | Номінація | Краща сцена групового сексу (разом з Сереною Блер і Шайлою Дженнінгс) | The Breast Doctor Around |

## Вибрана фільмографія
- 2015 — Temporary Dates 3
- 2015 — White 'N Tight
- 2016 — Friends and Lovers
- 2016 — Girl Next Door Likes It Dirty 10
- 2016 — How To Train A Delinquent Teen 4
- 2016 — I Fucked My Black Stepbrother 2
- 2016 — Manuel Ferrara's Ripe
- 2016 — Sloppy Massage Sluts
- 2017 — Милашка 10
- 2017 — Happy Endings 2
- 2017 — Step Siblings Caught 9
- 2017 — Swallowed 4